# Kvarnträsket (Överluleå socken, Norrbotten, 732959-176305)
Kvarnträsket är en sjö i Bodens kommun i Norrbotten och ingår i Luleälvens huvudavrinningsområde. Sjön har en area på 0,339 kvadratkilometer och ligger 37 meter över havet. Sjön avvattnas av vattendraget Bodån (Flarkån).

## Delavrinningsområde
Kvarnträsket ingår i det delavrinningsområde (732989-176166) som SMHI kallar för Namn saknas. Medelhöjden är 68 meter över havet och ytan är 3,49 kvadratkilometer. Räknas de 18 avrinningsområdena uppströms in blir den ackumulerade arean 177,47 kvadratkilometer. Bodån (Flarkån) som avvattnar avrinningsområdet har biflödesordning 2, vilket innebär att vattnet flödar genom totalt 2 vattendrag innan det når havet efter 56 kilometer. Avrinningsområdet består mestadels av skog (82 procent). Avrinningsområdet har 0,34 kvadratkilometer vattenytor vilket ger det en sjöprocent på 9,6 procent.